# Монахинята
„Монахинята“ (на френски: La Religieuse) е френски епистоларен роман на Дени Дидро, написан през 60-те години на XVIII в., но публикуван едва след смъртта на автора, през 1796 г. от книжаря Бюисон.
Пред читателя се разкрива съдбата и отношението на младата Сюзан Симонен, вярваща в бога, но отричаща крайностите на религията, изолацията от социалния живот и робуването на свещени догми. Буйният ѝ нрав не може да се примири с подобен живот на отделяне от нормалната човешка среда. Тя не спира да се бори за свободата си, но разбира, че трудно се намират съюзници по пътя, който съдбата ѝ е отредила.

## Предистория
Историята, подтикнала Дидро да напише романа си, е свързана със съдбата на монахинята от Лоншан – Маргьорит Дьоламар (споменавана и като Сюзан Солие), която се опитвала да се освободи от монашеския си обет и заинтересувалия се от нея маркиз дьо Кроамар. Маркизът се оттеглил в имението си в Нормандия, но за да го върнат обратно в салона на мадам д‘Епине, Дидро и негови приятели решили да се превъплътят в монахинята Сюзан Симонен. Те започват да водят кореспонденция с него в продължение на повече от четири месеца. Чувствителният маркиз, затрогнат от тежкия ѝ живот, е готов да стане неин покровител. Това принуждава Дидро да замисли болестта и смъртта на монахинята. Мистификацията е разкрита десет години по-късно (обяснено подробно в публикация в списанието на М. Грим).
Романът е написан през същата 1760 г., първоначално под формата на изповед на Сюзан Симонен пред маркиз дьо Кроамар. 1774 г., когато се завръща от Русия, писателят носи нов, редактиран вариант, който е издаден през 1796 г.

## Сюжет
Сюзан Симонен разказва историята за живота и страданията, през които преминава, чрез изложение и писма върху живота си, написани до г-н маркиз дьо Кроамар, с надеждата той да откликне на молбата ѝ за помощ. Още от ранна детска възраст Сюзан Симонен е подложена на непрестанните нападки и лошо отношение от страна на родителите си и двете си сестри. Когато обаче тя забелязва симпатиите, които ухажорът на сестра ѝ изпитва към нея, споделя с майка си и скоро след това е изпратена в манастир. Чувствайки се зле у дома, 16-годишната Сюзан изпитва радост, че ще отиде в манастира Сент-Мари. Скоро след това щастието ѝ преминава в огорчение. Опитват се да я склонят да се покалугери, но тя категорично се противопоставя, заявявайки, че няма влечение към духовното звание. Повлияно от милите, измамни думи на игуменката, момичето е склонено. То обаче определя живота в манастира като „безнадеждно съществуване, а може би и вечно нещастие“ . В писмо от родителите си Сюзан разбира за разоряването им и за желанията им тя да стане монахиня, но отново изказва категоричния си отказ. Наложено ѝ е мълчание и изолация. Тя решава да изрази бунта си публично, но прикрито се преструва, че е съгласна с волята на родителите си. В деня на обреда отново категорично отхвърля клетвата за послушание и едва започнала публичните си излияния, сестрите я затрупват с упреци и отново я заключват в килията ѝ.
Около месец след това, в манастира отива майка ѝ, за да я прибере вкъщи. Отново подложена на лошо отношение тя все повече се съмнява в обстоятелствата около раждането си. След среща с отец Серафен, изповедник на семейството ѝ, се потвърждават предположенията ѝ, че тя не е дъщеря на господин Симонен, след което правата ѝ върху имуществото са сведени до минимум. След разговор с майка си, тъжна и огорчена, тя съобщава, че ще стане монахиня щом това е волята ѝ. Заради скандала в манастира Сент-Мари обаче не искат да я приемат никъде, освен в Лоншан, където склоняват поради музикалния ѝ талант. Там Сюзан попада на добродушната игуменка госпожа дьо Мони, на която доверява цялата истина за съдбата си. Въпреки вътрешното си несъгласие, тя става монахиня. В една година умират майка ѝ, баща ѝ и игуменката. Животът ѝ се вгорчава още повече когато игуменка става сестра Сент Кристин, дребнава, подлагаща монахините на самоизтезание. И в този манастир младата Симонен успява да си спечели слава на бунтовница. Останала със съвсем малък кръг от приятелки, затворена в килията си, хранена само с хляб и вода, животът се превръща в истинско мъчение за нея, „в низ от истински или измислени престъпления и наказания“.
Тя се разболява и в мъката си често започва да поглежда към дълбокия кладенец в градината, но поради дълбокото си бунтарско чувство продължава да живее, защото другите искат смъртта ѝ. Скоро осъзнава, че е по-добре да избягва излишните страдания и другите виждат промяната в нея, но продължават стриктно да я наблюдават. Въпреки това, тя успява да напише изложение, което предава на една от близките си монахини. Игуменката не успява да намери книжата, но подозирайки Сюзан, я изпраща в карцера, където тя опитва да се самоубие. На третия ден е освободена. Монахинята се свързва с г-н Манури (адвокат), благодарение на изложението си. Слухът за желанието на Сюзан да напусне манастира достига до игуменката. Двете провеждат дълъг разговор, в който желанието ѝ е потвърдено. Симонен е обявена за повлияна от зъл дух или от дявола. Всички сестри се молят за нея. Те се страхуват, подминават я, не искат да я докосват, дават ѝ храна, която не става дори и за животно. Опразват стаята ѝ – вземат столове, завивки дюшеци, дори дрехите. Заключват я и ѝ пречат да се среща с адвоката, а при една от литургиите, когато Сюзан ляга пред входа на църквата, никой не ѝ подава ръка, а някои дори я стъпкват. Тя е обвинена за делата си пред главния викарий, който отива на посещение в манастира. Пред него тя казва цялата истина за себе си, за безбожните мъчения, на които е подлагана от монахините и игуменката. Симонен получава обратно вещите си. След време получава писмо от г-н Манури. Без да го чете, разбира, че е загубила делото. Но той обещава да ѝ помогне да смени манастира, от който може да получи единствено още страдания.
След преминаване през още множество перипетии, за нея се появява лъч светлина – г-н Ебер, изпратен от г-н Манури, за да ѝ съобщи за преместването ѝ в манастира Сент Етроп (до Арпажон). Там е посрещната с отворени обятия от състрадателната игуменката. В манастира се редуват порядък и безредие. Със Сюзан тя започва да се държи внимателно и загрижено от първия ден, а скоро става нейна любимка. За всички цари щастие и спокойствие, освен за сестра Терез, която се бои, че новодошлата може да заеме мястото ѝ до сърцето на игуменката. Възползвайки се от благосклонността, която игуменката изпитва към нея, сестра Сюзан започва да се застъпва за сестрите, когато някоя сгреши. Най-вече се опитва да поддържа доброто отношение към сестра Терез. С всеки ден нежността на игуменката към Симонен започва да нараства. Безкрайни са ласкателствата, удобствата, с които я дарява, целувките и милванията ѝ. Започва да приканва сестрата към същото. Нищо неподозиращата Сюзан дори се страхува за живота ѝ, когато вижда състоянието, в което изпада от целувките ѝ. Една вечер, заявявайки, че е болна и трепереща от студ, игуменката ляга в леглото на своята послушничка, силно притисната в нея. Чувайки обаче удари по вратата, двете неспокойно скачат, като игуменката се прибира в стаята си. По време на изповед, тя споделя всичко с проповедника, въпреки молбата на игуменката, да не отива на изповед и да не му казва нищо за техните нежности. Той забранява на сестра Симонен да се подлага на тези милувки. Тя стриктно спазва заръката му въпреки молбите на майката, която дори я уверява, че ако продължава така, ще я доведе до смърт. Поради страданията на игуменката, сестрите се отвращават от Сюзан. От разговор на игуменката и изповедника, невинната сестра разбира цялата истина за действията, на които се е подлагала. Скоро игуменката се разболява и след мъчителни страдания умира.
Сюзан Симонен успява да избяга от манастира, но при бягството пада и лошо натъртва бъбреците си. След нови перипетии, тя пристига в Париж, откъдето обаче ѝ се иска незабавно да си тръгне. По-късно разбира, че я издирват и живее в постоянна тревога да не бъде разкрита, тъй като не може да се избави от навика си към някои от монашеските обичаи.
В края тя моли маркиз дьо Кроамар да побърза с помощта си, като ѝ намери прилична работа при добри хора. След това писмо до маркиза пише и госпожа Маден, при която Сюзан живее във Версай. В едно от писмата тя му съобщава за влошеното състояние на момичето, вследствие на наранените бъбреци, а в последното – осмо писмо, го уведомява за смъртта ѝ.

## Изобличаване на църквата и религията
Изповедта на Сюзан Симонен показва на читателя ада, през който тя преминава в манастирите Сент-Мари, Лоншан и Арпажон. „Със забележително познаване на атмосферата в тези религиозни институти и със затаен граждански патос (до голяма степен автобиографичен – Дидро е имал сестра, полудяла в манастир) писателят изобличава чудовищните механизми на премазването и обезличаването на личността, която отказва да се примири с натрапената ѝ участ“. Дидро разкрива ужаса и страданието, през което девойките преминават зад манастирските стени, които често стават причина за загуба на разсъдъка или дори преждевременна смърт. Най-ясно го откриваме в думите на Сюзан: „..от сто монахини, които умират преди петдесетгодишна възраст, точно сто си погубват душата, без да смятаме тези, които полудяват, оглупяват или побесняват в очакване на смъртта“.
Средновековната църква води ожесточена борба против религиозните ереси. Тя не може да бъде образец на всеотдайна служба към Бог, защото открито поддържа антинародната феодална власт и е обхваната от корупция. Самият Дени Дидро е атеист и се бори за освобождаването на човешкото съзнание от религиозните принципи. Но романът му не е пряка и безпочвена атака срещу вярата в бога. Както Тодор Стойчев казва, това е пътят „на иманентната критика“. Противопоставени са възгледите на вярващите, но и ежедневните християнски практики и извращенията, които се извършват в манастирите. Именно това са опозициите, които вълнуват съзнанието на читателя така силно. На моменти се стига до огорчение и упреци срещу религията, съвсем несъвместима с човешката добродетелност. Дори главният викарий, в произведението, е възмутен от ставащото в манастира: „– Това е ужасно! Християнки! Монахини! Човешки създания! Това е чудовищно!“, категоричен е той. Така, чрез умели художествени средства, се стига дори до разочарование от представата за религиозност и вярата в бога.

## Бунтът на човека срещу институцията
Романът на Дидро поставя проблема за правото на човека на свободен избор и свободна воля. Той е бунт срещу догматичността и религиозните институции. Ето защо се стига до първоначалната забрана на „антирелигиозния“ роман.
Тук институцията (манастирът) е представена чрез метафората на мрака. Тя служи за „контрапункт на светлината на Просвещението“. Диляна Спасова разглежда опозицията човек-институция и като противопоставяне бог-църква. Чрез вярата, която институциите дават, може да се намери място за укритие. Молитвата е начинът монахините да се изолират, (укриват) от заобикалящата ги среда, но често набелязаните като обладани от дявола, биват изолирани за дълго и то в най-ужасяващите условия, които институцията предлага.
Сюзан представя образа на свободолюбивата светска жена, която не може да живее в усамотението на мрачния манастир. Тя счита за безнравствени тези, които се опитват насила да налагат отшелничеството зад манастирските стени. За нея истинската вяра не може да бъде съпровождана от насилието, което поражда пороците на лицемерните и коварни божи служители. Тя подлага на съмнение нуждата от съществуване на религиозни институции, отстоявайки възгледите си за свободата на вярващия. Във финала нейният бунт се увенчава с успех. Тя успява да свали оковите, в които манастирът я поставя. Преминавайки през безбройни страдания и мъки, сблъсквайки се с пороците на обществото, най-накрая е свободна. Несломимият ѝ дух не се поддава на недоброжелателите, но дори тогава не успява да намери пълното щастие. Тя умира „с нравственото удовлетворение на победител над религиозния фанатизъм и консерватизма“, но и нямайки шанса да изпълни мечтите си за бъдещето.

## Сатирата в романа
Сатирата в романа „Монахинята“ е изключително силна най-вече заради неговата отличаваща се наративна форма. Читателят вижда всичко през очите на Сюзан, страдащата жертва, намираща се под непрестанния семеен натиск да стане монахиня без призвание. Част от сатирата идва и от други гласове, но дори и те са филтрирани през всичкоконтролиращия глас на монахинята. Всичко това успява да превърне „Монахинята“ в най-устойчивата, най-графичната и най-амбициозната литературна сатира на наложената изолация през 18 в.
В свое писмо до Майстер от 27 септември 1780 г., относно своя роман, Дидро самодоволно пише:" Не мисля, че някога е писана по-ужасяваща сатира за манастири". Неговото изказване е важно, тъй като служи да подчертае решаваща точка в романа: сама по себе си, това не е сатира за християнската религия, нито е сатира за римокатолическата църква като цяло, тя е много по-специфична. Романът е борба срещу наложеното призвание, атака срещу несправедливото сътрудничество на църква, държава и семейство и срещу манастира като шумозаглушителен механизъм и средство за социален контрол. Това е „антиманастирска“ сатира, която се бори за човешки права и свобода на волята. Това, което Дидро излага, поне имплицитно, са вредните ефекти от всички видове системи, в които човекът е впримчен. Разклоненията на сатирата в романа са много широки.

## Хомосексуалността и романът
Дидро е особено заинтересован от женската физиология. В романа ни предлага един модел на развитие на жената, отделена от нормалните контакти и най-вече отделена от мъжката компания. В случая ясно се вижда състоянието на отчуждение и дори истеричност, в което жените изпадат. То довежда дори до лудостта, за която самата Симонен говори в текста, а всяка от игуменките, при които попада, носи по някоя от тези характеристики. Най-особен и интересен е случаят с последната, от манастира Сент Етроп, чието име сякаш нарочно остава скрито за читателя. Той разбира единствено за някои черти от характера ѝ, нейните добродетели и пороци. Дидро рисува ярки картини, чрез които да покаже как умът се изменя, поставен в отшелнически условия.
Най-ярко открояваният порок на игуменката е различната сексуалност, която тя прикрива само привидно. Тя е представена като повърхностен и нестабилен персонаж, който се възползва от тези, за които би трябвало да се грижи. Хомосексуалността представена в романа, предизвиква най-критическото внимание през годините. Разбира се, идеята, че затвореното пространство на манастирите може да подтикне жените към подобни сексуални отношения, е вече утвърдена през 18 в. Според някои източници, вмъкването на такъв елемент може да е породено вследствие собствени наблюдения на Дидро и дори известни симпатии към лесбийството. Дидро написва „Монахинята“ по същото време, когато разсъждава върху начина, по който си представя кръвосмесителната сексуална връзка между неговата любовница Софи Воланд и сестра ѝ – мадмоазел ле Гендре. В писмо до Софи твърди, че напълно приема отношенията им.
Всъщност, романът представя хомосексуалността като друг чудовищен психичен проблем, породен от отшелническия живот в мрачния манастир. Но можем да се приеме, че тези отношения не се критикуват в романа, а дори напротив – предложен е позитивен и дори либерален поглед върху еднополовите отношения. Именно в последния манастир цари спокойствие, радост и разбирателство. Хармонията се нарушава единствено заради мъжете изповедници, които внасят идеята, че подобна интимност между жени е нещо недопустимо и грешно. Тези пластове на романа предлагат неговото разчитане и като поучителна история.

## Филмови адаптации
- 1966 „Монахинята“ (La Religieuse) – режисьор Жак Ривет [10];
- 2013 „Монахинята“ (La Religieuse) – режисьор Гийом Никло [11];